# Jardines (ort i Honduras)
Jardines är en ort i Honduras.   Den ligger i departementet Departamento de Comayagua, i den västra delen av landet, 110 km nordväst om huvudstaden Tegucigalpa. Jardines ligger 588 meter över havet och antalet invånare är 953.
Terrängen runt Jardines är kuperad åt sydväst, men åt nordost är den bergig. Jardines ligger nere i en dal. Runt Jardines är det ganska tätbefolkat, med 80 invånare per kvadratkilometer. Närmaste större samhälle är Siguatepeque, 19,6 km sydost om Jardines. 